# Svarttjärnen (Junsele socken, Ångermanland, 708477-155375)
Svarttjärnen är en sjö i Sollefteå kommun i Ångermanland och ingår i Ångermanälvens huvudavrinningsområde.